# Incilius cavifrons
Incilius cavifrons es una especie de anfibio anuro de la familia Bufonidae.

## Distribución geográfica
Esta especie es endémica del estado sureño de Veracruz, México. Habita entre los 200 y 1600 m de altitud en la Sierra de los Tuxtlas, cerca del volcán Santa Marta.

## Publicación original
- Firschein, 1950 : A New Toad from Mexico with a Redefinition of the cristatus Group. Copeia, vol. 1950, n.º 2, p. 81-87.[5]